# Modiola caroliniana
Modiola caroliniana là một loài thực vật có hoa trong họ Cẩm quỳ. Loài này được (L.) G.Don mô tả khoa học đầu tiên năm 1831.